# Sing Loud, Sing Proud!
Sing Loud, Sing Proud! è il terzo album in studio del gruppo Punk di Boston Dropkick Murphys. Appena prima dell'uscita dell'album il chitarrista Rick Barton lasciò la band, annunciando James Lynch della punk band di Boston the Ducky Boys come il suo successore. Insieme a James, la band reclutò anche il diciassettenne Marc The Kid Orrell alla chitarra solista, nonché Robbie Mederios (meglio conosciuto come Spicy McHaggis) alla cornamusa, e Ryan Foltz al mandolino e al flauto irlandese.
All'album hanno collaborato Shane MacGowan, cantante dei The Pogues, e Colin McFaull dei Cock Sparrer.  L'album contiene cover di canzoni della tradizione folk irlandese, tra cui The Rocky Road to Dublin e The Wild Rover. Sono stati girati i video per The Spicy McHaggis Jig, The Gauntlet e The Wild Rover.

## Tracce
Tutte le canzoni sono scritte dai Dropkick Murphys tranne dove segnato.
1. For Boston (T.W. Allen) – 1:33
2. The Legend of Finn MacCumhail – 2:14
3. Which Side Are You On? (Florence Reece) – 2:28
4. The Rocky Road to Dublin (Tradizionale) – 2:37
5. Heroes from our Past – 3:31
6. Forever – 3:08
7. The Gauntlet – 2:49
8. Good Rats – 3:03
9. The New American Way – 3:32
10. The Torch – 3:17
11. The Fortunes of War – 2:43
12. A Few Good Men – 2:36
13. Ramble and Roll – 1:59
14. Caps and Bottles – 2:41
15. The Wild Rover (Tradizionale) – 3:25
16. The Spicy McHaggis Jig – 3:27

## Formazione
- Al Barr – voce
- Ken Casey – basso, voce
- Matt Kelly – batteria, bodhrán, voce
- James Lynch – chitarra, voce
- Marc Orrell – chitarra, fisarmonica, voce
- Ryan Foltz – mandolino, flauto irlandese, dulcimer
- Robbie Mederios (conosciuto anche come Spicy McHaggis) – cornamusa

### Altri musicisti
- Shane McGowan – voce in Good Rats
- Colin McFaull – voce in Fortunes of War
- Desi Queally – voce in Rocky Road to Dublin

## Curiosità
- Il murales rappresentato sulla copertina esiste effettivamente a Boston sull'angolo tra West Broadway e C Streets.